# 藝術總監
藝術總監（英語：Art director）是在劇場、廣告、市場行銷、時尚、電視、網際網路或是電子遊戲上負責相關藝術工作的職位。

## 電影
「藝術總監」最常用來表示藝術部門的負責人（像是奧斯卡最佳藝術指導獎），也包括設計佈景的人。現今該獎項頒發給電影的美術指導和佈景師（道具）。